# Oecetis caucula
Oecetis caucula är en nattsländeart som beskrevs av Yang och Morse 2000. Oecetis caucula ingår i släktet Oecetis och familjen långhornssländor. Inga underarter finns listade i Catalogue of Life.